# Hinter Gittern/Staffel 3
Dieser Artikel enthält alle Episoden der dritten Staffel der deutschen Fernsehserie Hinter Gittern, sortiert nach der Erstausstrahlung. Sie wurden vom 24. August 1998 bis zum 26. April 1999 auf dem deutschen Sender RTL gesendet.

## Episoden
| Nr. (ges.) | Nr. (St.) | Originaltitel      | Zusammenfassung | Erstausstrahlung D |
| ---------- | --------- | ------------------ | --- | ------------------ |
| 45         | 1         | In gutem Glauben   | Nach Katrins und Richards Flucht kehrt Jutta nach Reutliz zurück. Gitting versucht, die Schuld auf Silke abzuwälzen, doch Jutta steht hinter Silke. Die schwangere Walter vertraut sich Silke an.                                  | 24. Aug. 1998      |
| 46         | 2         | Vivis Versuchung   | Mona Suttner wird nach Reutlitz gebracht und macht den Frauen ein Angebot, für ihren Call-Girl-Ring zu arbeiten. Vivi meldet Interesse an, da sie Angst hat, Walter und das Kind nicht versorgen zu können.                        | 7. Sep. 1998       |
| 47         | 3         | Untreue            | Lollo erfährt, dass Daniel eine Geliebte hat. Vivi schafft es nicht, sich aus Monas Fängen zu lösen. Sie bittet Walter um Hilfe.                                                                                                   | 14. Sep. 1998      |
| 48         | 4         | Auge um Auge       | Nach einem Streit mit Mona erleidet Walter eine Fehlgeburt. Walter schwört Rache, doch Uschi schlägt eine interne Gerichtsverhandlung vor. Doch Mona will das nicht hinnehmen.                                                     | 28. Sep. 1998      |
| 49         | 5         | Der Antrag         | Thomas macht Susanne einen Heiratsantrag. Sie ist hin- und hergerissen und lehnt schließlich ab. Ilse verspekuliert sich mit Jeanettes Geld.                                                                                       | 5. Okt. 1998       |
| 50         | 6         | Sissis Briefe      | Um an Geld zu kommen, fälscht Ilse einen Brief der Kaiserin Sissi und verkauft diesen an Katharina. | 12. Okt. 1998      |
| 51         | 7         | Juttas großer Tag  | Juttas Dienstjubiläum steht an. Sie hofft, endlich offizielle Leiterin von Reutlitz zu werden, doch sie wird enttäuscht. Zeitgleich lernt sie ihren Nachbarn Ulrich kennen.                                                        | 2. Nov. 1998       |
| 52         | 8         | Die Versuchung     | Lollo verliebt sich in Maximilian. Es kommt zu einem Kuss, bei dem sich Lollo große Hoffnungen macht. | 9. Nov. 1998       |
| 53         | 9         | Die Verführung     | Mona hat ihr gesamtes Geld verloren. Walter glaubt ihr nicht und schlägt sie brutal zusammen. Vivi ist von Walters Aktion entsetzt.                                                                                                | 16. Nov. 1998      |
| 54         | 10        | Der Anschlag       | Auf Thomas Maybach wird ein Mordanschlag verübt. Da Susanne den Täter gesehen hat, ist sie in großer Gefahr. | 23. Nov. 1998      |
| 55         | 11        | Schöne Aussichten  | Zwischen Vivi und dem Elektriker Mattias kommt es zu Annäherungen. | 30. Nov. 1998      |
| 56         | 12        | Gewissensbisse     | Conny täuscht eine Vergewaltigung von Gitting vor. Vivi findet heraus, dass Conny sich selbst verletzt hat. Jutta macht Vivi ein verlockendes Angebot.                                                                             | 7. Dez. 1998       |
| 57         | 13        | Vogelfrei          | Vivi wurde als Spitzel enttarnt und wird schikaniert. Walter rettet ihr in letzter Sekunde das Leben. Vivi wird verlegt. | 14. Dez. 1998      |
| 58         | 14        | Die Fälschung      | Jeanette setzt Ilse unter Druck, weitere Briefe zu fälschen. Doch dann kommt die Wahrheit ans Tageslicht. | 28. Dez. 1998      |
| 59         | 15        | Große Pläne        | Ulrich bittet Jutta, mit ihm nach Spanien zu ziehen. Susanne freundet sich mit der neuen Gefangenen Benita an. | 4. Jan. 1999       |
| 60         | 16        | Tödlicher Irrtum   | Benita verwechselt Lollo mit Susanne und ersticht sie. Gitting kehrt nach Reutlitz zurück. | 18. Jan. 1999      |
| 61         | 17        | Dicke Dinger       | Mona will Drogen nach Reutlitz schmuggeln und versteckt sie in Vibratoren. Blondie wird in Reutlitz eingeliefert. | 25. Jan. 1999      |
| 62         | 18        | Falsche Diagnose   | Blondie erfährt, dass sie keine Leukämie hat. Jutta verweigert Susanne Besuche bei Thomas. | 1. Feb. 1999       |
| 63         | 19        | Gefährliche Gier   | Gitting installiert heimlich eine Kamera in der Zelle von Blondie und Ilse. | 15. Feb. 1999      |
| 64         | 20        | Der Besucher       | Uschi erhält Besuch von Hagen Kayser. Mona sattelt vom Drogengeschäft auf Telefonsex um. | 22. Feb. 1999      |
| 65         | 21        | Bitterer Sieg      | Susannes Prozess steht an. Kurze Zeit nachdem Susannes Haftzeit auf fünf Jahre reduziert wurde, stirbt Thomas an den Folgen des Anschlags.                                                                                         | 1. März 1999       |
| 66         | 22        | Hahn im Korb       | Walter tauscht mit ihrem Bruder Andreas die Rollen, um sich mit Vivi zu versöhnen. | 8. März 1999       |
| 67         | 23        | Partner fürs Leben | Aus Rücksicht auf ihre Mutter beschließt Jutta, nicht mit Ulrich zusammenzuziehen und ihn auch nicht zu heiraten. Walter verführt nach ihrer Entlassung aus dem Bunker Blondie, was Gitting durch die verstecke Kamera mitbekommt. | 15. März 1999      |
| 68         | 24        | Versteckte Kamera  | Jutta kommt dahinter, dass Gitting eine Videokamera in der Zelle von Blondie versteckt hat. | 22. März 1999      |
| 69         | 25        | Falsche Freunde    | Jutta besetzt die Arztstelle neu. Mutz hält Hagen Kayser für das Böse und versucht, den Kontakt zwischen ihm und Uschi zu verhindern.                                                                                              | 29. März 1999      |
| 70         | 26        | Unter Mordverdacht | Walter gerät in Verdacht, Uschis Ehemann ermordet zu haben. | 12. Apr. 1999      |
| 71         | 27        | Blondie greift an  | Blondie versucht, Dr. Stein zu verführen. Die Insassinnen wehren sich mit Hilfe von Pfarrer Ahrens gegen Juttas Schikanen. | 19. Apr. 1999      |
| 72         | 28        | Durchgebrannt      | Conny erträgt das Eingesperrtsein nicht mehr und bittet Pfarrer Ahrens um Hilfe. Ein Ausbruchsversuch, organisiert von Kittler, misslingt und Conny schiebt Pfarrer Ahrens die Schuld in die Schuhe, dem daraufhin gekündigt wird. | 26. Apr. 1999      |

## Besetzung
Die Besetzung von Hinter Gittern trat in der dritten Staffel folgendermaßen in Erscheinung:

### Insassinnen
| Rollenname                   | Schauspieler        | Folgen                     | Anzahl    | Bemerkungen und Rollenentwicklung in Staffel 3 |
| ---------------------------- | ------------------- | -------------------------- | --------- | --- |
| Christine „Walter“ Walter    | Katy Karrenbauer    | 45–60, 63–72               | 26 Folgen | verliert ihr Kind; trennt sich von Vivi; fängt eine Liebelei mit Blondie an. |
| Susanne Teubner              | Cheryl Shepard      | 45–65, 69–72               | 25 Folgen | Verlobt sich mit Thomas; gewinnt ihren Wiederaufnahmeprozess; erleidet einen Nervenzusammenbruch nach Thomas’ Tod. |
| Mona Suttner                 | Anja Beatrice Kaul  | 46–49, 52–58, 60–72        | 24 Folgen | Zieht einen Telefonsex-Ring in Reutlitz auf. |
| Ursula „Uschi“ König         | Barbara Freier      | 45–50, 52–60, 63–66, 69–72 | 23 Folgen | Wird von Hagen Keyser besucht, der sie mehr und mehr in seinen Bann zieht. |
| Jeanette Bergdorfer          | Christine Schuberth | 45–52, 54–62, 65–68        | 21 Folgen | Gefängnisspitzel; aufmüpfige Putzkraft; holt sich durch die gefälschten Sissi-Briefe von Ilse ihr Geld wieder zurück. |
| Ilse Brahms                  | Christiane Reiff    | 46–52, 57–70               | 21 Folgen | Küchenhilfe; fälscht für Katharina von Preiss Briefe der Kaiserin Sissi. |
| Margarethe „Mutz“ Korsch     | Brigitte Renner     | 45–46, 51–52, 57–60, 64–72 | 17 Folgen | Älteste Insassin; Gärtnerin |
| Vivien „Vivi“ Andraschek     | Annette Frier       | 45–57, 65–66               | 15 Folgen | wird von Walter verlassen; lernt bei einer Reparaturarbeit Mathias Frowein kennen und lieben; spitzelt, um vorzeitig entlassen zu werden und zieht den Unmut der Insassinnen auf sich; unterstützt nach ihrer Entlassung Susanne bei ihrem Prozess. |
| Cornelia „Conny“ Starck      | Kristin Lenhardt    | 55–60, 62–64, 67–68, 70–72 | 14 Folgen | Ex-Affäre von Walter; startet viele Fluchtversuche aus Reutlitz. |
| Illona „Lollo“ Fuchs †       | Isabella Schmid     | 46–54, 57–60               | 13 Folgen | besiegt ihren Brustkrebs; trennt sich von Daniel; wird von Benita Wolf mit Susanne verwechselt und erstochen. |
| Barbara „Blondie“ Koschinski | Victoria Madincea   | 61–71                      | 11 Folgen | sitzt unschuldig im Gefängnis, um ihre Schwester zu entlasten; beginnt eine Liebelei mit Walter und verliebt sich in Dr. Stein. |
| Katharina von Preiss         | Christine Wodetzky  | 49–55, 57–59               | 10 Folgen | reiche Adlige; wird von Ilse hinter Gittern betrogen; wird entlassen. |
| Vera Eichholz                | Maria Schuster      | 62–64                      | 3 Folgen  | Drogensüchtige. |
| Benita Wolf                  | Nana Krüger         | 59–60                      | 2 Folgen  | wird von der Mafia beauftragt, Susanne umzubringen; wird verlegt, nachdem sie versehentlich Lollo ermordet hat |

### Gefängnispersonal
| Rollenname                   | Schauspieler             | Folgen                                     | Anzahl    | Bemerkungen und Rollenentwicklung in Staffel 3                                                        |
| ---------------------------- | ------------------------ | ------------------------------------------ | --------- | --- |
| Jutta Elisabeth Adler        | Claudia Loerding         | 45–46, 48–62, 65–72                        | 25 Folgen | kommissarische Anstaltsleiterin; verlobt sich mit Ulrich; löst zu Gunsten ihrer Mutter die Verlobung. |
| Silke Jakoby                 | Judith von Radetzky      | 45–48, 51–53, 55, 57–72                    | 24 Folgen | Schließerin. Gute Freundin von Jutta.                                                                 |
| Birgit Schnoor               | Uta Prelle               | 45–48, 50, 53–64, 67–69, 71–72             | 22 Folgen | Schließerin.                                                                                          |
| Peter Kittler                | Egon Hofmann             | 45–46, 49–57, 59–62, 64–65, 67–72          | 23 Folgen | Schließer. Arbeitet mit Mona zusammen und begeht Amtsmissbrauch. Guter Freund von Horst.              |
| Frank Gitting                | Karl-Heinz von Liebezeit | 45–49, 51, 53–56, 60–64, 67–72             | 21 Folgen | Stationsleiter; übernimmt während Juttas Urlaub die Anstaltsleitung; verliebt sich in Blondie.        |
| Maximilian Ahrens            | Franz Mey                | 45–49, 51–52, 54, 56, 59–62, 65, 67–72     | 20 Folgen | Neuer Anstaltspfarrer; verliebt sich in Lollo Fuchs.                                                  |
| Horst Dahnke                 | Thomas Engel             | 45, 49–53, 57–61, 63–64, 66–72             | 20 Folgen | Schließer. Guter Freund von Peter.                                                                    |
| Sybille „Möhrchen“ Mohr      | Heidi Weigelt            | 45–46, 49, 51–52, 54–55, 57–62, 65, 67, 71 | 16 Folgen | Sekretärin der Anstaltsleitung.                                                                       |
| Dr. Bernd Beck               | Dirk Mierau              | 53, 56–57, 61–62                           | 5 Folgen  | wird von Jutta wegen Amtsmissbrauchs gekündigt.                                                       |
| Dr. Christoph Columbus Stein | Atto Suttarp             | 69–72                                      | 4 Folgen  | Dr. Becks Nachfolger als Anstaltsarzt.                                                                |
| Dr. Evelyn Kaltenbach        | Franziska Matthus        | 45, 51, 67                                 | 3 Folgen  | frühere Anstaltsleiterin; besucht aufgrund ihrer Stelle im Justizministerium Reutlitz.                |
| Leo Meinecke                 | Joey Zimmermann          | 71                                         | 1 Folge   | Anstaltskoch.                                                                                         |

### Angehörige
| Rollenname              | Schauspieler             | Folgen                  | Anzahl   | Bemerkungen und Rollenentwicklung in Staffel 3 |
| ----------------------- | ------------------------ | ----------------------- | -------- | --- |
| Elisabeth Adler         | Hannelore Minkus         | 49–52, 58–59, 67–68     | 8 Folgen | Mutter von Jutta |
| Ulrich Lohmann          | Ulrich Anschütz          | 50–52, 58–59, 66–68     | 8 Folgen | Ex-Verlobter von Jutta; zieht nach einem Jobangebot und nach der Trennung von Jutta weg. |
| Nina Teubner            | Marie-Ernestine Worch    | 49, 53–54, 61–62, 71–72 | 7 Folgen | Tochter von Susanne; Enkelin von Marlies; Schwester von Martin; macht ihre Aussage vor Gericht über ihren sexuellen Missbrauch durch ihren Vater im Wiederaufnahmeverfahren für ihre Mutter; zieht nach einer Erkrankung von Marlies zu Thomas Maybach und nach dessen Tod in ein Jugendheim; beginnt erstmals eine Beziehung mit Kevin. |
| Dr. Gregor Wünsche      | Santiago Ziesmer         | 48, 50–51, 58, 69–70    | 6 Folgen | Freund von Ilse Brahms |
| Dr. Thomas Maybach †    | Burkhard Heyl            | 48–49, 53–54, 62, 64–65 | 7 Folgen | Verlobter und Anwalt von Susanne, wird angeschossen und stirbt später an seinen Verletzungen |
| Martin Teubner          | Maximilian Seidenstücker | 49, 53–54, 61–62        | 5 Folgen | Susannes Sohn; zieht nach einer Erkrankung von Marlies zu Thomas Maybach und nach dessen Tod in ein Jugendheim. |
| Sophie Frowein          | Elodie Carstensen        | 55–57, 65               | 4 Folgen | Tochter von Matthias. |
| Hagen Keyser            | Klaus Hoser              | 64–66, 69–70, 72        | 6 Folgen | Vertrauter von Uschi; versucht Uschi in seinen Bann zu ziehen. |
| Marlies Teubner         | Imke Barnstedt           | 49, 71–72               | 3 Folgen | Schwiegermutter von Susanne; muss nach einem Herzinfarkt in die Reha. |
| Matthias Frowein        | Nik Neureuther           | 55–57                   | 3 Folgen | Freund von Vivi. |
| Fridolin Frowein        | Sascha Wollenberg        | 55–57                   | 3 Folgen | Sohn von Matthias. |
| Andreas Walter          | Katy Karrenbauer         | 65–66                   | 2 Folgen | Bruder von Christine Walter; tauscht mit Christine die Rollen im Gefängnis. |
| Daniel Fuchs            | Rainer Frank             | 46–47                   | 2 Folgen | Ehemann von Lollo; wird von Lollo verlassen, nachdem er sie betrogen hat. |
| Gerhard „Gina“ Röderer  | Dieter Rita Scholl       | 53, 64                  | 2 Folgen | Transvestit; Freundin von Mona; hilft ihr, außerhalb des Gefängnisses ihre Geschäfte zu organisieren. |
| Kommissar Feldmann      | Peter Zintner            | 54, 70                  | 2 Folgen | Kommissar; ermittelt im Fall von Thomas Maybach sowie von Horst-Wolfgang König. |
| Horst-Wolfgang König †  | Klaus Wennemann          | 64, 70                  | 2 Folgen | Ehemann von Uschi, wird tot in der Wohnung aufgefunden, nachdem er von Hagen Keyser zum Selbstmord überredet worden ist. |
| Felix Kaiser            | Roman Brauner            | 69                      | 1 Folge  | Enkel von Mutz; Zwillingsbruder von Sebastian. |
| Sebastian Kaiser        | Raoul Brauner            | 69                      | 1 Folge  | Enkel von Mutz; Zwillingsbruder von Felix. |
| Kevin                   | Oliver Petszokat         | 72                      | 1 Folge  | Freund von Nina |
| Gaby Kaiser geb. Korsch | Silvia Rachor            | 69                      | 1 Folge  | Tochter von Mutz |

### Todesfälle der Staffel
| Folge | Person               | Art des Todes   | Handlung |
| ----- | -------------------- | --------------- | --- |
| 54    | N. N.                | Erschossen      | bevor das Attentat auf Thomas Maybach verübt wird erschießt der Täter einen Polizisten.                                                         |
| 60    | Lollo Fuchs          | Erstochen       | Wird von Benita Wolf mit Susanne Teubner verwechselt und stirbt durch einen Stich in die Wirbelsäule.                                           |
| 63    | Solveigh Knau        | Drogenüberdosis | Als die Drogensüchtige Solveigh in der Badewanne eine Überdosis zu sich nimmt, erleidet sie einen Herzstillstand und ertrinkt in der Badewanne. |
| 65    | Dr. Thomas Maybach   | Mordanschlag    | Einige Zeit nachdem auf Thomas Maybach einen Anschlag ausgeübt worden war, stirbt er an den Folgen dieses Anschlages.                           |
| 69    | Horst-Wolfgang König | Suizid          | Horst-Wolfgang wird von Hagen Keyser überredet, sich umzubringen, um näher bei seiner Tochter Sonja zu sein.                                    |

## Quoten
Vom 24. August 1998 bis zum 26. April 1999 wurde die dritte Staffel von Hinter Gittern bei RTL gezeigt. Für das Schauen der Serie entschieden sich durchschnittlich 4,7 Millionen (15,69 Prozent) Zuschauer.